# 요시나가 사유리
요시나가 사유리(일본어: 吉永 小百合, 1945년 3월 13일 ~)은 일본의 배우이다. 본명은 오카다 사유리 (岡田 小百合)이며, 도쿄도 시부야구 출신이다. 와세다 대학 서양사학을 전공했다.

## 내력
- 2006년 자수포장
- 2010년 문화공로자

## 출연

### 영화
- 2005년 《북의 영년》
- 2008년 《가베》
- 2010년 《남동생》